# Stelis atrocaerulea
Stelis atrocaerulea är en orkidéart som beskrevs av Carlyle August Luer. Stelis atrocaerulea ingår i släktet Stelis och familjen orkidéer. Inga underarter finns listade i Catalogue of Life.